# Peer van Veggel
P.J.W. (Peer) van Veggel (Den Bosch, 1932 – Breda, 23 december 2012) was een Nederlands politicus voor de PvdA.
Van 1985 tot eind 1993 was hij namens deze partij burgemeester van de Noord-Brabantse gemeente Oploo, St. Anthonis en Ledeacker. Hij maakte zich ondanks hevige protesten hard voor de komst van een asielzoekerscentrum in een voormalig klooster in het centrum van Stevensbeek.
Toen de gemeente Oploo c.a. per 1 januari 1994 opging in de nieuwe gemeente Sint Anthonis, werd niet hij maar CDA'er Toine Gresel de burgemeester van deze nieuwe gemeente. Niet veel later werd Van Veggel burgemeester in Halsteren, waar hij bleef totdat op 1 januari 1997 ook die gemeente werd opgeheven en Halsteren werd toegevoegd aan de gemeente Bergen op Zoom.